# نیس (شوش)
نیس یک روستا در ایران است که در بخش مرکزی شهرستان شوش در استان خوزستان واقع شده‌است.

## جمعیت
این روستا در دهستان حسین‌آباد قرار دارد و براساس سرشماری مرکز آمار ایران در سال ۱۳۸۵، جمعیت آن ۲۲۱ نفر (۴۵ خانوار) بوده‌است.